# 1011
| Calendário gregoriano                                                        | 1011 MXI                                              |
| Ab urbe condita                                                              | 1764                                                  |
| Calendário arménio                                                           | 460 – 461                                             |
| Calendário bahá'í                                                            | -833 – -832                                           |
| Calendário budista                                                           | 1555                                                  |
| Calendário chinês                                                            | 3707 – 3708 Início a 7 de fevereiro (aproximadamente) |
| Calendário copta                                                             | 727 – 728                                             |
| Calendário etíope                                                            | 1003 – 1004                                           |
| Calendários hindus - Vikram Samvat - Calendário nacional indiano - Cáli Iuga | 1066 – 1067 932 – 933 4111 – 4112                     |
| Calendário Holoceno                                                          | 11011                                                 |
| Calendário islâmico                                                          | 401 – 402                                             |
| Calendário judaico                                                           | 4771 – 4772                                           |
| Calendário persa                                                             | 389 – 390                                             |
| Calendário rúnico                                                            | 1261                                                  |
| Calendário solar tailandês                                                   | 1554                                                  |

1011 (MXI, na numeração romana) foi um ano comum do século XI do Calendário Juliano, da Era de Cristo, e a sua letra dominical foi G (52 semanas), teve início numa segunda-feira e terminou também numa segunda-feira.
No território que viria a ser o reino de Portugal estava em vigor a Era de César que já contava 1049 anos.
| Ano completo                         |
| ------------------------------------ |
| Ano comum com início à segunda-feira |

## Eventos
- Primeira referência conhecida do condado de Bedfordshire, em Inglaterra.

## Nascimentos
- Roberto Capeto, Duque da Borgonha.

## Mortes
- Reizei, 63º imperador do Japão.
- Ichijo, 66º imperador do Japão.